# Pierce the Veil
Pierce the Veil je američki post-hardcore sastav iz San Diego, osnovan 2006.

## Povijest sastava
Sastav su 2006. osnvali Vic i Mike Fuentes, a uz njih prvu postavu činili su i gitarist Tony Perry te basist Jaime Preciado.  Do 2007. su objavili svoj debitantski studijski album A Flair for the Dramatic.
Drugi studijski album Selfish Machines objavljuju 2010., i nalazio se na 106. mjestu Billboard 200 top ljestvice. Treći studijski album Collide with the Sky objavili su u srpnju 2012., te se nalazio na 12. mjestu Billboard 200 top ljestvice, s 27.000 prodanih primjeraka u prvom tjednu.

## Diskografija
Studijski albumi
- A Flair for the Dramatic (2007.)
- Selfish Machines (2010.)
- Collide with the Sky (2012.)
- Misadventures (2016.)

## Nagrade
- PETA2 Liberation Awards[3]
  - 2010.: Novi poznati sastav (pobijedili)
- San Diego Music Awards[4]
  - 2010.: Najbolji alternativni album (za Selfish Machines, nominirani)
- Kerrang! Awards[5]
  - 2013.: Najbolji video (za "King for a Day", pobijedili)
  - 2013.: Najbolji singl (za "King for a Day", nominirani)
  - 2013.: Najbolji međunarodni novi izvođač (nominirani)
  - 2013.: Najbolji međunarodni sastav (nominirani)
- Rock Sound Readers Poll[6]
  - 2013.: Sastav godine (pobijedili)
- Revolver Golden Gods Awards[7]
  - 2014.: Najbolji film/video (za "This Is a Wasteland", pobijedili)
- Alternative Press Music Awards[8]
  - 2014.: Najbolji koncertni sastav (pobijedili)
  - 2014.: Najbolji basist (za Jaimea Preciada, pobijedili)
  - 2014.: Najbolji bubnjar (za Mikea Fuentesa, pobijedili)
  - 2014.: Najbolji pjevač' (za Vica Fuentesa, nominirani)
  - 2014.: Sastav godine (nominirani)
  - 2014.: Sastav s najodanijim obožavateljima (nominirani)
  - 2014.: Filantropska nagrada (za zakladu Keep a Breast, nominirani)

## Vanjske poveznice
- Službena stranica